# 유신학원
학교법인 유신학원(學校法人 裕信學園)은 경기도 수원시 팔달구 우만동에 위치한 학교법인이다.

## 설립 이념
학교법인 유신학원은 믿음, 소망, 사랑의 기독교 정신을 근본이념으로 겨레와 나라를 사랑하고 봉사하는 유능한 사람을 기르고 ‘21세기의 기수’가 될 위대한 창조적 인간을 육성한다는 목적을 달성하기 위하여 조국수호의 최일선에서 충성된 장군 (대한민국 육군 준장)으로, 탁월한 통솔력과 덕망을 지닌 유능한 행정가 경기도지사로, 모범적인 기업가 (유신고속 주식회사) 로, 그리고 사회봉사자로, 국가와 민족 사회를 위하여 일생을 헌신적인 봉사의 삶을 사신 설립자 고 박창원 이사장과 제 2대 김갑현 이사장(前 정무 제2장관, 대한 YWCA 연합회 회장, 現 유신학원 명예이사장, 창현장학재단 이사장)에 의해서 설립되었다.

## 연혁
- 1972년 학교법인 유신학원 설립, 초대 이사장(설립자) 박창원 취임
- 1973년 아주공업초급대학 (아주대학교), 유신고등학교 개교
- 1976년 산상 교회 봉헌
- 1979년 배학 유치원 개원
- 1980년 수익 사업체 (주)유신(고수동굴) 설립
- 1986년 창현고등학교 개교
- 1987년 재단법인 창현교육장학재단 설립
- 1993년 제 2대 김갑현 이사장 취임
- 1995년 제 1회 유집상(裕集賞) 시상식 거행
- 2006년 제 1회 유신 학원의 날 기념식 거행
- 2006~2009년 4년 연속 최우수 학교 법인 선정
- 2011년 학교법인 유신학원 역사관 개관
- 2013년 학교법인 유신학원 설립 40주년 기념식 거행, 교문 및 광장 건립
- 2014년 김갑현 명예 이사장 추대 및 제3대 박태형 이사장 취임
- 2017년 제4대 김영후 이사장 취임
- 2021년 제4대 권택수 이사장 취임

## 기관 소개
- 유신고등학교 : 1972년 10월 29일 설립 인가를 받아 1973년 3월 12일 개교하였다.
- 창현고등학교 : 1985년 12월 27일 설립 인가를 받아 1986년 3월 개교하였다.